# Bahnstrecke Beerwalde–Drosen
| |                      |                              |                              |
| Streckennummer (DB): | —                    |                              |                              |
| Kursbuchstrecke (DB): | —                    |                              |                              |
| Streckenlänge: | 6,0 km               |                              |                              |
| Spurweite: | 1435 mm (Normalspur) |                              |                              |
| |                      |                              |                              |
| \| \| 0,0 \| von Ronneburg und Meuselwitz \| von Ronneburg und Meuselwitz \| \| \| 1,1 \| Beerwalde (Kr Schmölln) Gbf \| Beerwalde (Kr Schmölln) Gbf \| \| \| 4,1 \| Löbichau \| Löbichau \| \| \| 5,9 \| Drosen \| Drosen \| \| \| \| \| \| \| Quellen: [1] \| \| \| \| |                      |                              |                              |
| Abzweig quer, ehemals von links und ehemals von rechts | 0,0                  | von Ronneburg und Meuselwitz | von Ronneburg und Meuselwitz |
| Bahnhof (Strecke außer Betrieb) | 1,1                  | Beerwalde (Kr Schmölln) Gbf  | Beerwalde (Kr Schmölln) Gbf  |
| Betriebs-/Güterbahnhof Streckenanfang und quer (Strecke außer Betrieb) · Abzweig geradeaus und nach rechts (Strecke außer Betrieb) | 4,1                  | Löbichau                     | Löbichau                     |
| Kopfbahnhof Streckenende (Strecke außer Betrieb) | 5,9                  | Drosen                       | Drosen                       |
| |                      |                              |                              |
| Quellen: |                      |                              |                              |

Die Bahnstrecke Beerwalde–Drosen war eine Anschlussstrecke der Wismut-Werkbahn in Ostthüringen, die primär für den Uranerz- und Sandtransport der SDAG Wismut gebaut und betrieben wurde.

## Geschichte
Der erste Streckenabschnitt von der Bahnstrecke Meuselwitz–Ronneburg zum Werkbahnhof Beerwalde ging mitsamt einem Gleisbildstellwerk am 31. Mai 1975 in Betrieb. Damit einher ging auch die Einführung von Schichtarbeiterzügen zwischen Gera Hauptbahnhof und Beerwalde. Im Dezember 1979 erfolgte die erste Erweiterung zum Bahnhof Löbichau, bei dem ein Versatzwerk errichtet wurde. Für den Sandtransport von Kayna aus wurde von der Strecke Meuselwitz–Ronneburg eine Verbindungskurve errichtet, wodurch ein mit für das Wenden von Zügen genutztes Gleisdreieck Beerwalde Süd W 11–Beerwalde Nord W 22–Bf Beerwalde entstand.:50 Inmitten des Gleisdreiecks entstand ein Biotop. Am 2. Januar 1981 wurde vom Streckengleis Beerwalde–Löbichau ein Gleis zur Erzverladung in Drosen eröffnet, das betrieblich als Teil des Bahnhofs Löbichau behandelt wurde.:52 Durch die Lage des Abzweigs war eine Ausfahrt von Löbichau nach Beerwalde, nicht aber nach Drosen möglich. Zunächst wurde in Drosen das Erz nur über eine Rampe verladen. Erst im April 1984 ging der Bahnhof Drosen mitsamt Gleisbildstellwerk, Verladebunker und Bahnsteiggleisen komplett in Betrieb. Fortan wurden die Schichtarbeiterzüge über Beerwalde hinaus bis Drosen gefahren.
Nach nur zehn Betriebsjahren wurde der Bahnhof Drosen, zu dem zuletzt nur noch ein einzelner Zementwagen regelmäßig zugestellt wurde, 1994 geschlossen. Der Bahnhof Löbichau wurde noch bis zum Frühjahr 1997 bedient, doch schon im Herbst des Jahres wurde die gesamte Strecke zu Gunsten der Schwerlastkraftwagen-Trasse zur Verlagerung der Drosener Halde abgebrochen.:80

## Streckenbeschreibung

### Verlauf
Die Bahnstrecke Beerwalde–Drosen zweigte zwischen den Stationen Großenstein (Kr Gera) und Beerwalde (Kr Schmölln) über das Gleisdreieck Beerwalde Süd W 11–Beerwalde Nord W 22–Bf Beerwalde von der Bahnstrecke Meuselwitz–Ronneburg ab. Kurz darauf wurde zwischen der Halde Beerwalde im Norden und dem Ort Beerwalde im Süden der gleichnamige Werkbahnhof erreicht.  Danach führte die Bahnstrecke über eine Linkskurve gen Norden. Am Abzweig Löbichau führte das östliche Streckengleis zum Güterbahnhof Löbichau, das westliche Streckengleis umfuhr hingegen in einem Gleisbogen das Versatzwerk Löbichau im Norden. Westlich von Ingramsdorf befand sich mit dem Güterbahnhof Drosen die Endstation an der Erzverladestation Drosen.

### Betriebsstellen
Beerwalde (Kr Schmölln) Gbf ⊙
Der Werkbahnhof Beerwalde (Kr Schmölln) Gbf nördlich des gleichnamigen Orts wurde am 27. November 1972 eröffnet. Der erste Streckenabschnitt von der seit 1972 nur noch für den Güterverkehr genutzten Bahnstrecke Meuselwitz–Ronneburg zum Werkbahnhof Beerwalde ging mitsamt einem Gleisbildstellwerk am 31. Mai 1975 in Betrieb. Damit einher ging auch die Einführung von Schichtarbeiterzügen zwischen Gera Hauptbahnhof und Beerwalde, der 1984 bis Drosen verlängert wurde. Über die von der SDAG Wismut errichteten Bahnstrecke verkehrten zu Spitzenzeiten dreimal täglich von Montag bis Freitag Schichtarbeiterzüge der Wismut-Werkbahn.
Die Züge erreichten die Station zunächst nur über eine Verbindungskurve vom 1972 geschlossenen Haltepunkt Beerwalde (Kr Schmölln) im Westen von Beerwalde an der Bahnstrecke Meuselwitz–Ronneburg. Mit der Einrichtung des Versatzwerks in Löbichau erfolgte im Dezember 1979 die Streckenerweiterung zum Bahnhof Löbichau und der Bau einer Verbindungskurve vom Güterbahnhof Großenstein (Kr Gera), um einen direkten Sandzugverkehr von der Sandgrube Kayna bei Kraasa über Beerwalde zum Versatzwerk in Löbichau zu ermöglichen. Dadurch entstand ein Gleisdreieck Beerwalde Süd W 11–Beerwalde Nord W 22–Bf Beerwalde, das für das Wenden von Zügen genutzt wurde.
Mit dem Winterfahrplan 1990/91 wurde der Arbeiterverkehr eingestellt. Am 10. September 1997 ging die Station inklusive Stellwerk außer Betrieb. Die Bahnhofsanlagen in Beerwalde wurden danach abgebrochen.
Löbichau ⊙
Der Güterbahnhof Löbichau wurde am 4. Dezember 1979 mit der Eröffnung des Versatzwerks eingeweiht. Die Station befand sich nordwestlich von Löbichau und war Endpunkt der Sandzüge von der Sandgrube Kayna. Am 2. Januar 1981 wurde vom Streckengleis Beerwalde–Löbichau ein Gleis zur Erzverladung in Drosen eröffnet, das betrieblich als Teil des Bahnhofs Löbichau behandelt wurde. Durch die Lage des Abzweigs war eine Ausfahrt von Löbichau nach Beerwalde, nicht aber nach Drosen möglich.
Mit der Einstellung des Bergbaus und des Arbeiterverkehrs mit dem Winterfahrplan 1990/91 war das Ende der Station besiegelt. Nachdem Bereits 1994 die Bahnstrecke nach Drosen stillgelegt wurde, erfolgte im Frühjahr 1997 auch die Stilllegung des Güterbahnhofs Löbichau. Die Bahnanlagen wurden im Zuge der Renaturierung des Bergbauareals vollständig abgetragen.
Drosen ⊙
Am Standort der Erzverladung in Drosen wurde der erste Teil des Güterbahnhofs Drosen am 2. Januar 1981 eröffnet, welcher betrieblich als Teil des Bahnhofs Löbichau behandelt wurde. Zunächst wurde hier das Erz nur über eine Rampe verladen. Durch die Lage des Abzweigs vor dem Güterbahnhof Löbichau war eine Ausfahrt von Drosen nach Beerwalde, nicht aber direkt nach Löbichau möglich. Erst im April 1984 ging der Bahnhof Drosen mitsamt Gleisbildstellwerk, Verladebunker und Bahnsteiggleisen komplett in Betrieb. Fortan wurden die Schichtarbeiterzüge über Beerwalde hinaus bis Drosen gefahren.
Nach nur zehn Betriebsjahren wurde der Bahnhof Drosen, zu dem zuletzt nur noch ein einzelner Zementwagen regelmäßig zugestellt wurde, 1994 geschlossen. Auch das Stellwerk ging zu diesem Zeitpunkt außer Betrieb. Das Areal der Station wurde vollständig renaturiert.

## Fahrzeugeinsatz
Für den Güterzugverkehr setzte die Wismut-Werkbahn eigene Exemplare der Baureihe 120 ein. Der Schichtarbeiterverkehr wurde von der Deutschen Reichsbahn mit der Baureihe 118 in Verbindung mit Doppelstock-Gliederzügen und in den 1980er Jahren dann mit einzelnen Doppelstockwagen durchgeführt. Zur Erzverladung im Bahnhof Beerwalde setzte die Wismut in den 1980er Jahren ein Elektroschleppfahrzeug ESF 3 ein, das aufgrund zu geringer Leistung bald durch das stärkere Fahrzeug ESF 4 ersetzt wurde.:59